# منتخب مصر لكرة الماء
منتخب مصر لكرة الماء للرجال هو ممثل مصر الرسمي في المنافسات الدولية في كرة الماء .